# Beurré de l'Assomption (pera)
Beurré de l'Assomption (en España conocida como Mantecosa de la Asunción) es una variedad cultivar de pera europea Pyrus communis. Esta pera está cultivada en la colección de la Estación Experimental Aula Dei (Zaragoza). Esta pera también está cultivada en diversos viveros entre ellos algunos dedicados a conservación de árboles frutales en peligro de desaparición. Esta pera variedad muy antigua es originaria de Francia, también muy extendido su cultivo en España ( Álava, La Coruña, Guipúzcoa, Huesca, Orense, Palencia, Zaragoza), y tuvo su mejor época de cultivo comercial antes de la década de 1960, y actualmente en menor medida aún se encuentra.

## Sinonimia
- "Beurré de l'Assomption de Nantes",[8]
- "Mantecosa de la Asunción" en España.[9]

## Historia
La variedad de pera 'Beurré de l'Assomption' es una de las nuevas peras descritas por A. Leroy como de primera calidad. Se dice que se originó en Nantes, Francia, en 1863. Se dice que el árbol es vigoroso, con numerosas ramas fuertes y muy productivo. Fruto, grande, piriforme, ligeramente obtuso, amarillo cidra, jaspeado y salpicado de marrón rojizo; carne, blanca, medio fina, jugosa, fundente, vinoso dulce, con un delicado perfume. Maduro, últimos de julio y principios de agosto. (lo anterior está tomado del volumen sobre las peras, por M. Andre Leroy, Angers, Francia).
Consta una descripción del fruto: Leroy, 1867 : 303; Hedrick, 1921 : 284; Soc. Pom. France, 1947 : 285; Baldini y Scaramuzzi, 1957 : 333, y en E. E. Aula Dei.
En España 'Mantecosa de la Asunción' está considerada incluida en las variedades locales autóctonas muy antiguas, cuyo cultivo se centraba en comarcas muy definidas. Se caracterizaban por su buena adaptación a sus ecosistemas y podrían tener interés genético en virtud de su adaptación. Se encontraban diseminadas por todas las regiones fruteras españolas, aunque eran especialmente frecuentes en la España húmeda. Estas se podían clasificar en dos subgrupos: de mesa y de cocina (aunque algunas tenían aptitud mixta).
'Mantecosa de la Asunción' es una variedad clasificada como de mesa, difundido su cultivo en el pasado por los viveros comerciales y cuyo cultivo en la actualidad se ha reducido a huertos familiares y jardines privados.
La pera 'Beurré de l'Assomption' está cultivada en diversos bancos de germoplasma de cultivos vivos tales como en National Fruit Collection con el número de accesión: 2001-039 y nombre de accesión: Beurre de l'Assomption.

## Características
El peral de la variedad 'Mantecosa de la Asunción' tiene un vigor Medio; florece a finales de abril; tubo del cáliz grande, en embudo profundo con conducto de longitud media y anchura variable.
La variedad de pera 'Mantecosa de la Asunción' tiene un fruto de tamaño de grande a muy grande; forma variable piriforme o turbinada, con cuello variable, en general poco marcado, simétrica o asimétrica, con la superficie muy irregular con numerosas protuberancias desiguales, y un contorno irregular, fuertemente ondulado; piel semi ruda, mate; con color de fondo amarillo verdoso pasando a dorado bronceado con chapa variable carmín claro o anaranjado, a veces, barreado o sin chapa   , presenta un punteado ruginoso-"russeting" abundante, zona ruginosa extendiéndose desde la base del pedúnculo y pequeñas manchitas y maraña por el resto, "russeting" (pardeamiento áspero superficial que presentan algunas variedades) medio; pedúnculo de longitud corto o muy corto. Muy grueso, carnoso o semi carnoso, ruginoso, recto, implantado derecho u oblicuo al pie de un mamelón, cavidad del pedúnculo muy estrecha, casi superficial o poco profunda, borde mamelonado; anchura de la cavidad calicina anchura media, y de profundidad variable, mediana o bastante profunda, borde fuertemente ondulado o mamelonado, interior de la cavidad a veces ligeramente plisado; ojo mediano o grande y abierto, con los sépalos amarillentos, erectos o medio extendidos.
Carne de color blanco amarillenta; textura tierna, mantecosa; sabor dulce, aromático, muy bueno; corazón pequeño en proporción al fruto, elíptico o redondeado muy próximo al ojo. Eje amplio, lanceolado, abierto. Celdillas amplias, ligeramente bifurcadas. Semillas de tamaño pequeñas, semi-globosas, con ligero cuello e iniciación de espolón, color castaño claro en parte amarillento, y gelatinosass.
La pera 'Mantecosa de la Asunción' madura de manera desigual pero generalmente tiene una época de maduración en la segunda quincena de agosto (en E. E. Aula Dei de Zaragoza). Aguanta en buenas condiciones hasta tres meses de almacenamiento en un ambiente refrigerado. Se usa como pera de mesa fresca, y en cocina para hacer compotas.